# Ди Си Юнайтед
Ди Си Юнайтед е американски отбор по футбол от Вашингтон. Основан е през 1994 г.

## История
Най-успешният тим в историята на MLS, носител на 4 титли, 2 купи и Шампионска лига на КОНКАКАФ за 1998 г. Червено-белият цвят е заимстван от флага на Вашингтон, а клубният стадион носи името на политика Робърт Кенеди. Безспорната легенда е боливиецът Хайме Морено, записал дотук 308 мача и 131 гола в MLS и станал първи играч в лигата, минал границата на 100 гола. Цветовете на клуба са защитавали българите Христо Стоичков и Галин Иванов.

## Успехи
- Шампиони на САЩ – 1996, 1997, 1999, 2004
- Купа на САЩ – 1996, 2008
- Шампионска лига на КОНКАКАФ – 1998

## Български футболисти
- Христо Стоичков: 2003 - (21 мача - 5 гола)
- Галин Иванов: 2003 - (24 мача - 1 гол)